# Обліково аналітична система
Обліково-аналітична система – це організаційно-методологічна форма буття суб’єктів господарювання створена людиною для виконання своїх ділових функцій, яка поєднує у собі три підсистеми: облікову, аналітичну та контрольну.
Загальна теорія систем може бути використана на макрорівні для побудови ОАС суб’єктів господарювання. Особливості теорії систем обумовлюють особливу привабливість системного аналізу для інженерів-економістів. Водночас, особливості організації системи необхідні працівникам бухгалтерії для розробки й побудови обліково-аналітичної системи суб’єкта господарювання. Тобто, системний аналіз можна використати для методологічного забезпечення формування обліково-аналітичних систем (ОАС) суб’єктів господарювання. Використовуючи одне із найпростіших визначень системи, є підстави розглядати ОАС суб’єктів господарювання як сукупності взаємодіючих елементів та відношень між ними. Такі відношення включають як структуру, так і функції.
Структура відноситься до організації елементів, які складають підсистеми, системи, а також надсистеми. Структура організації ОАС суб’єктів господарювання формується на рівні суб’єктів господарювання та ієрархічно пов’язана із системою національних рахунків на рівні держави. Між системою національних рахунків і ОАС суб’єктів господарювання відбувається взаємодія: інформація від суб’єктів господарювання слугує джерелом визначення макропоказників, а результати їх аналізу та використання можуть корегувати методологію їх визначення в межах ОАС. 
Кожна із підсистем виконують свої функції і тісно взаємопов’язані між собою. Підсистема обліку виконує головну функцію – інформаційну, котра передбачає збір відомостей про господарські факти, їх документування, реєстрацію, групування та узагальнення у формі звітності. Інформація з облікової підсистеми потрапляє у підсистеми аналізу і контролю, де реалізовуються функції цих двох підсистем. Аналітична функція полягає у дослідженні причинно-наслідкових зв’язків між господарськими явищами і процесами з метою виявлення резервів економічного зростання суб’єкта господарювання. Тоді як контрольна функція полягає у здійсненні нагляду за господарськими явищами і процесами, з метою з’ясування їх відповідності заздалегідь визначеним параметрам, а у випадку виникнення відхилень, з’ясовується їх величина, причини і винуватці. Опрацьована таким чином інформація, використовується керівниками для прийняття управлінських рішень. 
Незалежно від виду діяльності суб’єктів господарювання обліково-аналітичні системи повинні бути побудовані з врахуванням таких принципів:
- по-перше, використання зовнішніх запам’ятовуючих пристроїв;
- по-друге, правова регламентація функцій і зв’язків елементів системи;
- по-третє, економічна доцільність побудови ОАС певного рівня складності.

Потреба у зовнішніх запам’ятовуючих пристроях виходить із самої природи виникнення і розвитку обліку. Збереження й нагромадження інформації необхідні для аналізу та контролю діяльності суб’єктів господарювання з метою прийняття оптимальних управлінських рішень і власної безпеки. 
Правова регламентація функцій і зв’язків елементів системи необхідна як для забезпечення інтересів державних, інтересів працівників, а також інтересів самого суб’єкта господарювання. Історичний досвід показує, що власне з правового закріплення обліку на рівні суб’єктів господарювання (мікро-рівні), у середині ХІХ століття розпочалось активне наукове опрацювання принципів, методів і методики бухгалтерського обліку. Нормативними актами поступово регламентують види діяльності, форми звітності та оподаткування, що дозволяє адаптувати різноманітні обліково-аналітичні системи до інтересів і можливостей конкретного суб’єкта господарювання.  з врахуванням інших учасників ринку.
Загальновизнано, що практика господарювання раціональна, а відтак облік має бути ефективним. Облік заради обліку нікому не потрібний – це аксіома, тому створення обліково-аналітичної системи повинно бути економічно обґрунтоване. Серед вчених з бухгалтерського обліку дискутується питання про те, що в даний час спостерігається постійне відставання теоретико-методологічних основ обліку від потреб користувачів-практиків. Якщо немає замовлення на високо інтелектуальні системи обліку, то ніхто не буде його розробляти – це також аксіома. Прийняття відповідних законів, звичайно ж, можуть змусити підвищити інтелектуальність обліку примусовими методами, але чи це не стане черговою профанацією і переорієнтацією на адміністративні методи управління економікою. Якщо керуватися економічними методами, то тільки додатково вкладені інвестиції можуть зрушити рівень розвитку теорії та методології обліку. Яскравим прикладом можна вважати вплив глобалізації. Адже можливості міжнародних цільових фондів, з однієї сторони і, інвестиційні перспективи – з іншої, можуть стати вагомим фактором і рушієм удосконалення обліково-аналітичних систем суб’єктів господарювання в Україні.
При розробці обліково-аналітичної системи навіть на простих прикладах виникають складності: відповідність між цілями і системами не завжди є однозначною (одна підсистема може бути пов’язана з декількома цілями, а одній цілі можуть відповідати різні підсистеми) і не завжди очевидно (виявити справжні цілі існуючої підсистеми) не просто. Тим не менше цільове призначення системи – її висхідна, головна властивість.
Таким чином, методологія, розроблена на основі Загальної теорії систем виступає основою для подальшого наукового дослідження можливостей її застосування у господарських системах створених на мікро-рівні. У свою чергу, ОАС кожного суб’єкту господарювання можна розглядати як елемент великої надсистеми (макросистеми) – системи національних рахунків на рівні держави. Цей підхід видається більш логічним у трактуванні обліково-аналітичних систем суб’єктів господарювання.